# Olympic Valley

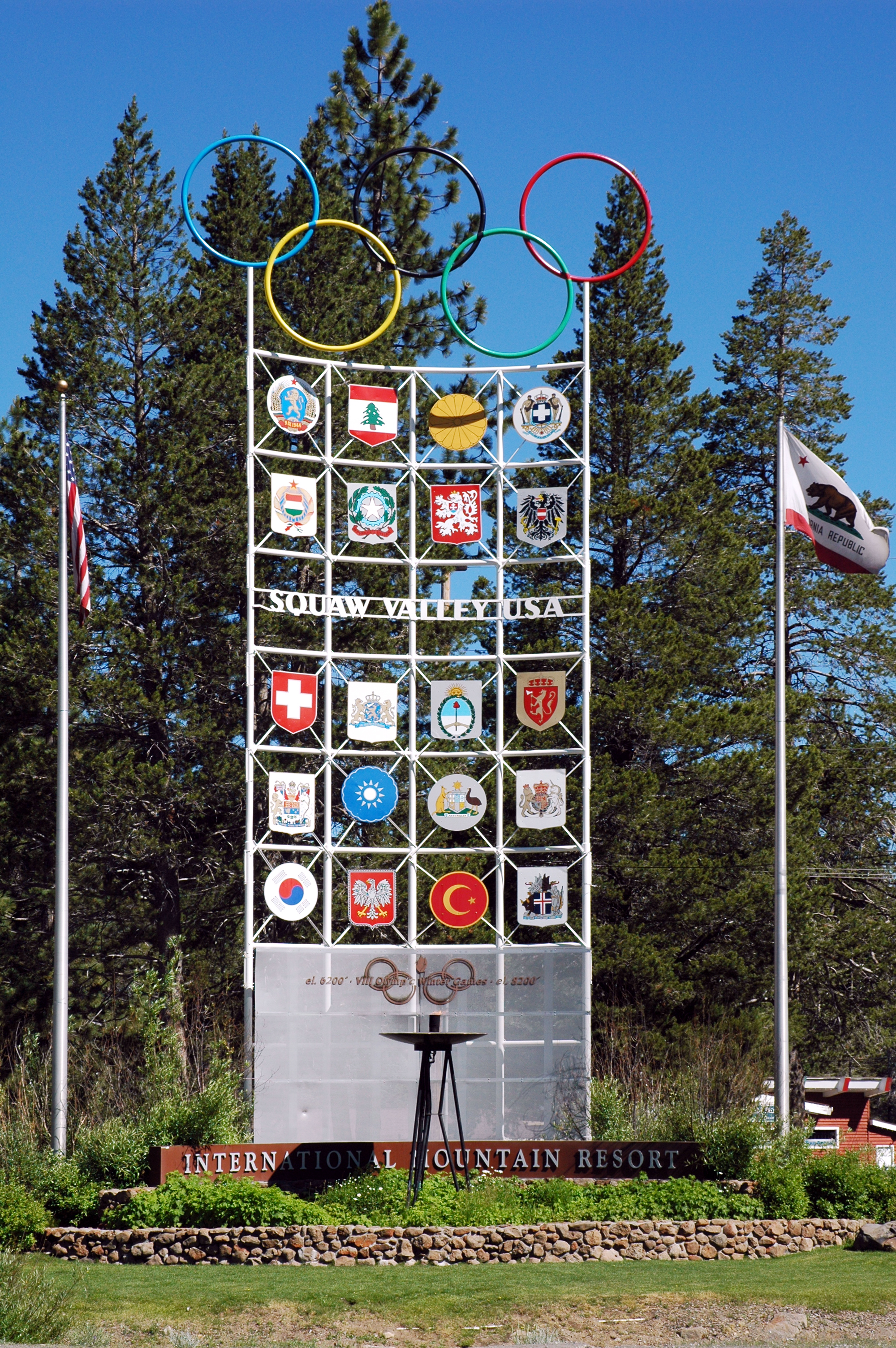
Welkomstbord, Squaw Valley

Olympic Valley of Squaw Valley is een unincorporated community in de Amerikaanse staat Californië. Het ligt in Placer County in de Sierra Nevada, aan de Truckee River, nabij Lake Tahoe. Squaw Valley staat bekend als de locatie van Palisades Tahoe, een van de grootste skigebieden in de VS. De Olympische Winterspelen van 1960 werden er gehouden. Het plaatsje Squaw Valley is de kleinste locatie ter wereld waar ooit Olympische Spelen gehouden zijn. Het postadres van Squaw Valley is "Olympic Valley, CA 96146" om verwarring met Squaw Valley (Fresno County) te voorkomen.

## Geschiedenis
Squaw Valley was in de 19e eeuw een bloeiend mijnbouwplaatsje en de vestigingsplaats van een van de grootste mijnbouwbedrijven van de streek. Rond 1863-1864 waren de meeste goudzoekers vertrokken richting Comstock Lode, Virginia City.
Eind jaren 1940 was Squaw Valley een skigebiedje met één skilift, één hotel en één permanente bewoner: Alexander Cushing, de eigenaar van het geheel. Cushing wist in 1955 het Internationaal Olympisch Comité zo ver te krijgen om in 1960 de Olympische Winterspelen in Squaw Valley te houden. In ruim vier jaar tijd werden in Squaw Valley de benodigde sportaccommodaties en bijbehorende infrastructuur gebouwd.
Het skigebied groeide in de decennia erna, fuseerde in 2012 met Alpine Meadows en heet sinds 2021 Palisades Tahoe. Het is een van de grootste wintersportgebieden van Californië.